# Johann Theodor von Thurn

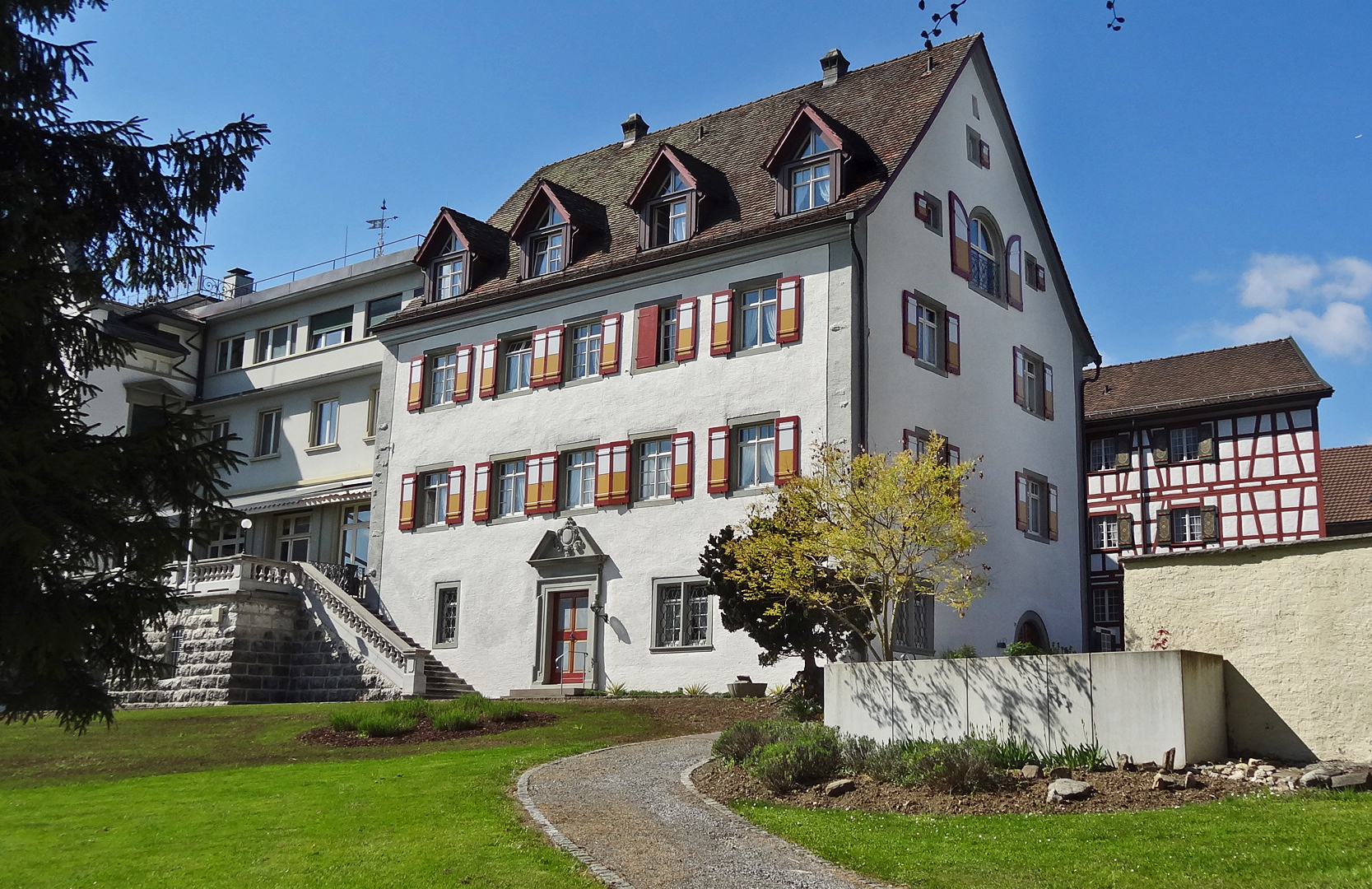
Schloss Berg, 2014

Johann Theodor von Thurn (auch Graf von Thurn-Valsassina; * 22. April 1768 in Kirrweiler, Hochstift Speyer; heimatberechtigt in Wil, Solothurn (ab 1809) und Berg (ab 1814); † 7. April 1836 in Konstanz) war ein Schweizer Politiker. Er gehörte dem Grossen Rat des Kantons Thurgau und dem Thurgauer Regierungsrat an.

## Leben und Wirken
Johann Theodor von Thurn war Sohn des fürstbischöflich-speyerischen Geheimen Rats und Oberhofmarschalls Johann Fidel Anton von Thurn, aus der älteren Linie der Herren von Berg. Seine Mutter war Wilhelmine Helena Friderica Walburga geborene von Gemmingen. Er wuchs in Speyer und in der Residenzstadt Bruchsal auf. Von 1780 bis 1787 besuchte von Thurn die Hohe Karlsschule in Stuttgart. Im Jahr 1807 heiratete er Karolina Antonia Susanna Anna von Gemmingen. Der preußische Landrat Johann von Gaugreben war sein Enkel.
Von Thurn trat 1787 als Offizier in das französische Regiment Sonnenberg ein. Von 1792 bis 1797 stand er in sardinischen Diensten und 1798 trat er in den Malteserorden ein. Sechs Jahre später übernahm er den Fideikommiss und 1807 den Familienbesitz in Berg, Bieselbach und Neulanden bei Wil. Von Thurn sass von 1815 bis 1830 im Grossen Rat des Kantons. Von 1817 bis 1831 gehörte er dem Regierungsrat an und war für Justiz, Polizei und Militär verantwortlich. Zudem war er von 1822 Kriegsrat bis zur Abwahl aus seinen Ämtern im Jahr 1831. Er war Mitglied des katholischen Konsistorialgerichts und plädierte 1814 für die Wiederherstellung des Gerichtsherrenstands im Thurgau. Zu seinen Freunden gehörten Joseph Anderwert, Ignaz Heinrich von Wessenberg und Joseph von Lassberg.

## Belege
1. ↑  Johann Fidelis Antonio Graf von Thurn-Valsassina. In: Herbert Stoyan (Hrsg.): WW-Person. Abgerufen am 30. Dezember 2024.
2. 1 2  André Salathé: Johann Theodor von Thurn. In: Historisches Lexikon der Schweiz.  11. Oktober 2012.

| Personendaten    | Personendaten                                                      |
| ---------------- | ------------------------------------------------------------------ |
| NAME             | Thurn, Johann Theodor von                                          |
| ALTERNATIVNAMEN  | Thurn und Valsassina, Johann Theodor Graf von (vollständiger Name) |
| KURZBESCHREIBUNG | Schweizer Politiker                                                |
| GEBURTSDATUM     | 22. April 1768                                                     |
| GEBURTSORT       | Kirrweiler, Hochstift Speyer                                       |
| STERBEDATUM      | 7. April 1836                                                      |
| STERBEORT        | Konstanz, Großherzogtum Baden                                      |